# 354 Eleonora
Eleonora (asteroide 354) é um asteroide da cintura principal com um diâmetro de 155,17 quilómetros, a 2,48308103 UA. Possui uma excentricidade de 0,11333869 e um período orbital de 1 711,75 dias (4,69 anos).
Eleonora tem uma velocidade orbital média de 17,79820391 km/s e uma inclinação de 18,37946576º.
Este asteroide foi descoberto em 17 de Janeiro de 1893 por Auguste Charlois.